# کوه‌های سایلیوگم
کوه‌های سایلیوگم (روسی: Сайлюгем) یک رشته‌کوه در جمهوری آلتای کشور روسیه است.